# Carolina Ruiz
Carolina Verónica Ruiz Castillo (Osorno, 14 ottobre 1981) è un'allenatrice di sci alpino ed ex sciatrice alpina spagnola, unica atleta del suo Paese ad aver vinto una discesa libera di Coppa del Mondo.
Partecipava principalmente a gare nelle specialità veloci anche se, soprattutto a inizio carriera, prese parte anche a slalom giganti.

## Biografia

### Carriera sciistica

#### Stagioni 1997-2000
Nata nella città d'origine della madre, nel sud del Cile, si trasferì a sole tre settimane con la famiglia in Sierra Nevada, in Spagna, e iniziò a sciare all'età di quattro anni. Attiva in gare FIS dal dicembre del 1996, la Ruiz esordì in Coppa Europa il 7 dicembre 1997 a Piancavallo (42ª in slalom speciale) e in Coppa del Mondo, diciassettenne, il 24 ottobre 1998 nello slalom gigante di Sölden, senza però qualificarsi per la seconda manche. Ai Mondiali di Vail/Beaver Creek 1999, suo debutto iridato, non concluse né lo slalom gigante né lo slalom speciale.
La stagione 1999-2000 fu ricca di soddisfazioni per l'atleta spagnola. Il 19 novembre conquistò infatti i primi punti in Coppa del Mondo con il 18º posto nello slalom gigante di Copper Mountain, il 14 febbraio colse il primo podio in Coppa Europa, nello slalom gigante della Sierra Nevada (3ª), e il 25 febbraio 2000 vinse la medaglia d'argento ai Mondiali juniores del Québec, sempre in slalom gigante, dietro alla futura campionessa Anja Pärson. Infine l'11 marzo 2000 conquistò il suo primo podio in Coppa del Mondo, con il 2º posto nello slalom gigante di Sestriere a sette centesimi dalla vincitrice Sonja Nef.

#### Stagioni 2001-2005
Ai Mondiali di Sankt Anton 2001 fu 24ª nel supergigante e 21ª nello slalom gigante; in seguito ai Mondiali juniores di Verbier vinse la medaglia di bronzo nello slalom gigante mentre giunse 4ª nel supergigante. Ai XIX Giochi olimpici invernali di Salt Lake City 2002, suo esordio olimpico, si classificò 15ª nel supergigante e 26ª nello slalom speciale, mentre non concluse lo slalom gigante.
Ai Mondiali di Sankt Moritz 2003 si è piazzò al 28º posto nella discesa libera, al 9º nel supergigante, al 16º nello slalom gigante e al 16º nella combinata. Dopo aver subito un grave infortunio prima dell'inizio della stagione 2003-2004, nella successiva rassegna iridata di Bormio/Santa Caterina Valfurva 2005 fu 15ª nel supergigante e 21ª nello slalom gigante.

#### Stagioni 2006-2010
Ai XX Giochi olimpici invernali di Torino 2006 si classificò 30ª nella discesa libera, 30ª nel supergigante, 20ª nello slalom gigante e 25ª nella supercombinata; l'anno dopo, ai Mondiali di Åre, fu 20ª nella discesa libera, 25ª nel supergigante e 37ª nello slalom gigante.
Nel 2009, ai Mondiali di Val-d'Isère, si piazzò 19ª nella discesa libera e 14ª nel supergigante; l'anno dopo, ai XXI Giochi olimpici invernali di Vancouver 2010, fu 15ª nella discesa libera, 18ª nel supergigante e 34ª nello slalom gigante.

#### Stagioni 2011-2015
Dopo aver preso il via ai Mondiali di Garmisch-Partenkirchen 2011 (19ª nella discesa libera, 26ª nel supergigante, 33ª nello slalom gigante), il 22 gennaio 2012 ottenne la sua unica vittoria, nonché ultimo podio, in Coppa Europa, nella discesa libera di Sankt Moritz. Ai Mondiali della stagione successiva, a Schladming, si piazzò 15ª nella discesa libera e 20ª nel supergigante. il 23 febbraio 2013 conquistò la sua unica vittoria e ultimo podio in Coppa del Mondo, nella discesa libera di Méribel
Ai XXII Giochi olimpici invernali di Soči 2014, sua ultima partecipazione olimpica, non portò a termine le due gare cui prese parte, la discesa libera e il supergigante, mentre all'addio iridato, Mondiali di Vail/Beaver Creek 2015, fu 23ª nella discesa libera e 21ª nel supergigante. Si congedò della Coppa del Mondo in occasione della discesa libera di Méribel del 18 marzo 2015 (6ª) e la sua ultima gara in carriera fu lo slalom gigante dei Campionati spagnoli 2015, il 31 marzo, che vinse.

### Carriera da allenatrice
Dopo il ritiro ha assunto l'incarico di direttore sportivo della Federazione andalusa di sport invernali (FADI).

## Palmarès

### Mondiali juniores
- 2 medaglie:
  - 1 argento (slalom gigante a Québec 2000)
  - 1 bronzo (slalom gigante a Verbier 2001)

### Coppa del Mondo
- Miglior piazzamento in classifica generale: 22ª nel 2013
- 2 podi:
  - 1 vittoria
  - 1 secondo posto

#### Coppa del Mondo - vittorie
| Data             | Località | Paese   | Specialità |
| ---------------- | -------- | ------- | ---------- |
| 23 febbraio 2013 | Méribel  | Francia | DH         |

Legenda:

DH = discesa libera

### Coppa Europa
- Miglior piazzamento in classifica generale: 12ª nel 2005
- 5 podi:
  - 1 vittoria
  - 1 secondo posto
  - 3 terzi posti

#### Coppa Europa - vittorie
| Data            | Località     | Paese    | Specialità |
| --------------- | ------------ | -------- | ---------- |
| 22 gennaio 2012 | Sankt Moritz | Svizzera | DH         |

Legenda:

DH = discesa libera

### South American Cup
- Miglior piazzamento in classifica generale: 4ª nel 2003 e nel 2006
- Vincitrice della classifica di discesa libera nel 2003 e nel 2006
- Vincitrice della classifica di supergigante nel 2003, nel 2004 e nel 2006
- 13 podi:
  - 6 vittorie
  - 4 secondi posti
  - 3 terzi posti

#### South American Cup - vittorie
| Data              | Località          | Paese | Specialità |
| ----------------- | ----------------- | ----- | ---------- |
| 6 settembre 2002  | La Parva          | Cile  | DH         |
| 7 settembre 2002  | El Colorado       | Cile  | SG         |
| 29 agosto 2003    | Valle Nevado      | Cile  | SG         |
| 2 settembre 2005  | La Parva          | Cile  | SG         |
| 14 settembre 2005 | Termas de Chillán | Cile  | DH         |
| 1º settembre 2006 | La Parva          | Cile  | SG         |

Legenda:

SG = supergigante

DH = discesa libera

### Campionati spagnoli
- 32 medaglie[4]:
  - 17 ori (slalom speciale nel 1999; slalom gigante nel 2000; supergigante nel 2003; slalom gigante nel 2005; slalom gigante, slalom speciale nel 2007; supergigante, slalom gigante nel 2009; supergigante, slalom gigante nel 2010; slalom gigante nel 2011; supergigante, slalom gigante nel 2012; supergigante, slalom gigante nel 2014; supergigante, slalom gigante nel 2015)
  - 13 argenti (slalom gigante, slalom speciale nel 1998; slalom gigante nel 1999; slalom gigante nel 2001; slalom gigante nel 2002; slalom speciale nel 2003; supergigante, slalom gigante, slalom speciale nel 2004; supergigante, slalom speciale nel 2005; slalom speciale nel 2009; slalom speciale nel 2011)
  - 2 bronzi (slalom speciale nel 2001; slalom gigante nel 2006)